# Léopold de Folin
Léopold de Folin (Tournus, 28 agosto 1817 – Biarritz, 5 luglio 1896) è stato un oceanografo e zoologo francese, primo fondatore (1871) delle collezioni destinate a diventare il Musée de la mer di Biarritz.

## Biografia
De Folin scrisse sul genere di lumache marine Caecidae per i rapporti pubblicati a seguito della spedizione Challenger nel 1872-1876.
Con il figlio di Henri Milne-Edwards, Alphonse, de Folin effettuò un'indagine del Golfo di Biscaglia, lavorando a bordo della Travailleur (una nave d'avviso a ruota a pale) nel 1880, e a bordo della Talisman nel 1883, durante viaggi nelle Isole Canarie, Capo Verde e Azzorre.
De Folin ha anche descritto il genere di lumaca di mare Oceanida, appartenente alla famiglia Eulimidae.
Léopold de Folin era cognato del naturalista francese Pierre Marie Arthur Morelet, attraverso il suo matrimonio con la sorella Noémie.
Il genere lumaca di mare Folinella fu chiamata a suo onore.
Una sala d'esposizione dedicata all'oceanografia nel Musée de la Mer di Biarritz porta il suo nome.

## Opere
- Les Batysiphons, in Actes de la société Linnéenne de Bordeaux. Deloynes - J. Perez - Paul Brunaud - Abbé Letu - E. Simon - P. Fischer - P. De Loynes - Marquis DE FOLIN - Fernand Lataste - Louis Petit - E. Benoist - J. T. Billiot - P. Fischer - E. Duregne, 1886.
- Les Fonds de la Mer, études internationale sur les particularités nouvelles des régions sous-marines. De Folin, L. & Périer, L., 1867-1887.
- Sous les mers. Campagne d'explorations du "travailleur" et du "talisman". Paris, Librairie J.B. Baillière et fils, 1887 .
- Pêches et chasses zoologiques. Paris, Baillière, 1893.

| de Folin è l'abbreviazione standard utilizzata per le specie animali descritte da Léopold de Folin. Categoria:Taxa classificati da Léopold de Folin |